# Leeds United AFC säsongen 1991/1992
Leeds United AFC vann mästerskapet i det engelska ligasystemets högsta nivå, Division 1 säsongen 1991/1992. Laget nådde dessutom den tredje omgången i FA-cupen, femte omgången i ligacupen samt andra omgången i Full Members Cup.
Leeds var med i toppstriden i ligan från säsongstarten och gick upp i ledningen i oktober före tvåan Manchester United FC. Dessa två lag lag kämpade om och var omväxlande i ligaledning. Ofta med en Leeds i ledningen med Manchester United som tvåa men med färre spelade matcher. Manchester United var favorit att vinna då de förväntades vinna sina hängmatcher och gå förbi Leeds. Men vid slutet av säsongen började manchester Uniteds form svikta och de tappade poäng och Leeds kunde gå om under säsongen avslutande omgångar och vinna mästerskapstiteln. Avgörandet kom i den näst sista omgången den 26 april då Leeds vann borta mot Sheffield United med 3–2 samtidigt som Manchester United senare under dagen förlorade mot Liverpool. Därmed var Leeds ligamästare för tredje gången i klubbens historia. 
Målvakten John Lukic var den ende som spelade samtliga 42 ligamatcher, följd av Chris Fairclough, Gary McAllister och Gary Speed som spelade 41 ligamatcher var. 
Under vårsäsongen värvade Leeds en dittills okänd fransman Eric Cantona som skulle komma att bli en av de stora profilerna i England. 

## Säsongssammanfattning
Inför säsongen hade managern Howard Wilkinson värvat några spelare för att ytterligare förstärka det lag som hade slutat fyra säsongen innan. Bland nyförvärven fanns bland annat vänsterbacken Tony Dorigo som snabbt skulle etablera sig i laget och ge laget nya spelmöjligheter genom sin offensiv utefter vänsterkanten samt Steve Hodge på mittfältet. Ett annat togivande nyförvärv var dessutom Rod Wallace som tag en ordinarie plats i anfallet tillsammans med Lee Chapman i en 4-4-2 uppställning och var lagets ledande målskyttar under säsongen med 20 respektive 14 mål. Lagets starkaste del var annars mittfältetet med speldirigenten Gary McAllister och lagkaptenen Gordon Strachan som de mest framträdande i spelet tillsammans med styrkan och energin hos ungdomarna David Batty och Gary Speed.  
Laget inledde ligasäsongen mycket övertydande genom att inte förlora någon av de 10 inledande matcherna där de bland annat besegrade Manchester City FC, Chelsea FC och Liverpool FC och låg tvåa i ligan då de överraskande förlorade borta mot Crystal Palace FC. Efter den enda förlusten radade laget upp ytterligare 15 matcher i följd utan förlúst och där de alternerade mellan första och andra platsen i ligan med Manchester United. Leeds gick upp i ledningen i oktober före tvåan Manchester United FC en ledning som växlande mellan lagen. De gånger som Leeds ledde var det oftast på grund av att Manchester United spelat färre matcher, således var Manchester United var favorit att vinna ligan då laget förväntades vinna sina hängmatcher.
Lagen möttes dessutom i tredje omgången av FA-cupen med Leeds som hemmalag men där Manchester United segrade med 1–0. Under januari månad värvade Leeds dessutom Eric Cantona en på den tiden relativt okänd fransman. Cantona tog lite tid att anpassa sig till spelet och spelade enbart sex matcher från start för Leeds men kom in som inhoppare i ytterligare nio och gjorde tre mål. Han blev snabbt en publikfavorit med sin spelskicklighet som gav Leeds en ny dímension i anfallsspelet.  
I ligan fortsatte kampen mellan de två lagen där Manchester United länge hade övertaget och var favoriter att vinna. Men då Manchester United förlorade tre av sina fem avslutande matcher samtidigt som Leeds vann fyra av sina fem, så lyckades Leeds i de avslutande omgångarna gå förbi och vinna ligamästerskapet. Det definitiva avgörandet kom i den näst sista omgången, den 26 april, då Leeds vann borta mot Sheffield United med 3–2 samtidigt som Manchester United förlorade borta mot Liverpool med 0–2. Därmed var Leeds klara seriesegrare och ligamästare för tredje gången i klubbens historia. 

## Ligatabell
Sluttabell i Engelska ligan division 1 säsongen 1991/1992.
| Nr | Lag                 | S  | V  | O  | F  | GM | IM | MS  | P  |
| -- | ------------------- | -- | -- | -- | -- | -- | -- | --- | -- |
| 1  | Leeds United        | 42 | 22 | 16 | 4  | 74 | 37 | +37 | 82 |
| 2  | Manchester United   | 42 | 21 | 15 | 6  | 63 | 33 | +30 | 78 |
| 3  | Sheffield Wednesday | 42 | 21 | 12 | 9  | 62 | 49 | +13 | 75 |
| 4  | Arsenal             | 42 | 19 | 15 | 8  | 81 | 47 | +34 | 72 |
| 5  | Manchester City     | 42 | 20 | 10 | 12 | 61 | 48 | +13 | 70 |
| 6  | Liverpool           | 42 | 16 | 16 | 10 | 47 | 40 | +7  | 64 |

|  | Engelska ligamästare och kvalificerade till UEFA Champions League 1992/1993. |
|  | Kvalificerade till UEFA-cupen 1992/1993.                                     |

## Spelare
Följande spelare ingick i truppen, kontrakterades, köptes och såldes under säsongen.

### Spelartrupp
Observera under den här perioden var inte tröjnumren allokerade till en enskild spelare utan de elva spelare som startade matchen bar nummer 1 till och med 11, avbytarna 12 till och med 15 (beroende på hur många spelare man fick nominera). Tröjnumren och positionen nedan är de som respektive spelare normalt spelade i.
| Nr | Land      | Pos | Namn                            |
| -- | --------- | --- | ------------------------------- |
| 1  | Skottland | MV  | John Lukic (Ålder: 31)          |
| 2  | England   | F   | Mel Sterland (30)               |
| 3  | England   | F   | Tony Dorigo (26)                |
| 4  | England   | MF  | David Batty (23)                |
| 5  | England   | F   | Chris Fairclough (27)           |
| 6  | England   | F   | Chris Whyte (30)                |
| 7  | Skottland | MF  | Gordon Strachan (lagkapten, 34) |
| 8  | England   | A   | Rod Wallace (22)                |
| 9  | England   | A   | Lee Chapman (32)                |
| 10 | Skottland | MF  | Gary McAllister (27)            |
| 11 | Wales     | MF  | Gary Speed (22)                 |

| Nr | Land       | Pos | Namn                 |
| -- | ---------- | --- | -------------------- |
| 12 | England    | MV  | Mervyn Day (35)      |
| -  | Frankrike  | MF  | Eric Cantona (25)    |
| -  | England    | MF  | Steve Hodge (29)     |
| -  | England    | A   | Bobby Davison (32)   |
| -  | England    | MF  | Andy Williams (29)   |
| -  | England    | F   | Mike Whitlow (23)    |
| -  | England    | F   | Jon Newsome (21)     |
| -  | England    | A   | Carl Shutt (30)      |
| -  | England    | F   | Glynn Snodin (31)    |
| -  | England    | MF  | Chris Kamara (34)    |
| -  | Nordirland | F   | John McClelland (36) |
| -  | England    | F   | David Wetherall (20) |
| -  | England    | A   | Imre Varadi (32)     |

Referens
 Positioner: A = Anfallare, MV = Målvakt, MF = Mittfältare, F = Försvarare. Spelarens ålder den 31 dec 1991 anges inom parentes ().

### Den vanligast förekommande laguppställningen
Den vanligast förekommande laguppställningen är baserad på lagets vanligaste spelsystem 4-4-2. De namngivna spelarna är de som spelade i respektive position flest gånger.

### Främsta målgörare
| Namn            | Nat       | Pos | Mål Ligan | Mål FA-cupen | Mål Ligacupen | Mål Full Member cup | Mål Totalt | Notering |
| --------------- | --------- | --- | --------- | ------------ | ------------- | ------------------- | ---------- | -------- |
| Lee Chapman     | England   | A   | 16        | 0            | 4             | 0                   | 20         |          |
| Rod Wallace     | England   | A   | 11        | 0            | 2             | 1                   | 14         |          |
| Gary Speed      | Wales     | MF  | 07        | 0            | 3             | 0                   | 10         |          |
| Steve Hodge     | England   | MF  | 07        | 0            | 0             | 0                   | 07         |          |
| Mel Sterland    | England   | MF  | 06        | 0            | 1             | 0                   | 07         |          |
| Gary McAllister | Skottland | MF  | 05        | 0            | 0             | 0                   | 05         |          |

Innefattar enbart tävlingsmatcher under säsongen 1991/1992. 

### Lagkaptener
| Namn            | Nr | Nationalitet | Position | Matcher som kapten | Notering |
| --------------- | -- | ------------ | -------- | ------------------ | -------- |
| Gordon Strachan | 7  | Skottland    | MF       | 35                 |          |

## Utmärkelser

### Klubbens interna utmärkelser
Resultatet av Leeds United utmärkelser som årets spelare.
- Årets spelare: Tony Dorigo

## Spelartransaktioner

### Nya spelare inköpta under säsongen
| Namn             | Nationalitet | Nr | Position | Ålder | Från (datum)                         | Summa      | Notering |
| ---------------- | ------------ | -- | -------- | ----- | ------------------------------------ | ---------- | -------- |
| Eric Cantona     | Frankrike    | 14 | MV       | 25    | Nîmes Olympique (31 jan 1992)        | £900 000   | Note.    |
| Tony Dorigo      | England      | 3  | F        | 25    | Chelsea FC (6 jun 1991)              | £1 300 000 |          |
| Jon Newsome      | England      | -  | F        | 20    | Sheffield Wednesday FC (11 jun 1991) | £150 000   |          |
| Steve Hodge      | England      | -  | MF       | 28    | Nottingham Forest FC (1 jul 1991)    | £900 000   |          |
| Rod Wallace      | England      | 8  | A        | 21    | Southampton FC (1 jul 1991)          | £1 600 000 |          |
| Ray Wallace      | England      | -  | F        | 21    | Southampton FC (1 jul 1991)          | £100 000   |          |
| David Whetterall | England      | -  | F        | 20    | Sheffield Wednesday FC (15 jul 1991) | £125 000   |          |

### Spelare som lämnade under säsongen
| Nr | Namn          | Nationalitet | Position | Ålder | I Leeds sedan | Matcher | Mål | Lämnar datum (till)               | Transfer | Notering |
| -- | ------------- | ------------ | -------- | ----- | ------------- | ------- | --- | --------------------------------- | -------- | -------- |
| -  | Peter Haddock | England      | F        | 29    | 1 jul 1986    | 146     | 1   | 1 jun 1991                        |          |          |
| -  | Jim Beglin    | Irland       | F        | 27    | 1 jul 1989    | 21      | 0   | 1 jun 1991 (Plymouth Argyle FC)   |          |          |
| -  | John Pearson  | England      | A        | 27    | 20 jan 1987   | 127     | 12  | 1 jul 1991 (Rotherham United FC)  | £135 000 |          |
| -  | Andy Williams | England      | MF       | 29    | 8 nov 1988    | 61      | 5   | 1 feb 1992 (Port Vale FC)         | £115 000 |          |
| -  | Simon Grayson | England      | MF       | 22    | 13 jun 1988   | 4       | 0   | 13 mar 1992 (Leicester City FC)   | £50 000  |          |
| -  | Imre Varadi   | England      | A        | 32    | 6 feb 1990    | 29      | 6   | 13 mar 1992 (Rotherham United FC) | £0       |          |
| -  | Mike Whitlow  | England      | F        | 24    | 11 nov 1988   | 96      | 4   | 27 mar 1992 (Leicester City FC)   | £250 000 |          |
| -  | Chris Kamara  | England      | MF       | 33    | 31 jan 1990   | 24      | 1   | 1 nov 1991 (Luton Town FC)        | £150 000 |          |

## Säsongens matchfakta
Nedan är statistik och matchfakta angående Leeds tävlingsmatcher under säsongen 1991/92.

### Tabellplacering under säsongen
Nedanstående tabeller visar Leeds United placering i Engelska ligan division 1 efter varje spelad ligamatch säsongen 1991/1992.
| Omgång    | 1 | 2  | 3 | 4 | 5 | 6 | 7 | 8 | 9 | 10 | 11 | 12 | 13 | 14 | 15 | 16 | 17 | 18 | 19 | 20 | 21 | 22 | 23 | 24 | 25 | 26 | 27 | 28 | 29 | 30 | 31 | 32 | 33 | 34 | 35 | 36 | 37 | 38 | 39 | 40 | 41 | 42 |
| --------- | - | -- | - | - | - | - | - | - | - | -- | -- | -- | -- | -- | -- | -- | -- | -- | -- | -- | -- | -- | -- | -- | -- | -- | -- | -- | -- | -- | -- | -- | -- | -- | -- | -- | -- | -- | -- | -- | -- | -- |
| Spelplats | H | H  | B | B | H | H | B | B | H | B  | B  | H  | B  | H  | B  | H  | B  | H  | B  | H  | B  | H  | H  | B  | B  | H  | H  | B  | B  | H  | H  | B  | B  | H  | B  | H  | B  | H  | B  | H  | B  | H  |
| Resultat  | V | O  | V | O | O | V | V | O | V | O  | F  | V  | V  | V  | O  | V  | V  | V  | V  | O  | O  | O  | O  | V  | V  | O  | V  | F  | O  | V  | O  | V  | F  | V  | O  | O  | F  | V  | O  | V  | V  | V  |
| Position  | 6 | 10 | 4 | 6 | 6 | 4 | 2 | 2 | 2 | 2  | 2  | 2  | 2  | 1  | 2  | 1  | 1  | 1  | 1  | 1  | 2  | 2  | 2  | 1  | 1  | 1  | 1  | 2  | 2  | 2  | 2  | 1  | 1  | 1  | 1  | 1  | 2  | 1  | 2  | 1  | 1  | 1  |

### Ligan, division 1
| 1 20 aug 1991 | Leeds United   | 1–0     | Nottingham Forest FC | Elland Road    |  |  |
| 15:00 BST     | McAllister 13′ | Rapport |                      | Publik: 29 457 |  |  |
|               |                |         |                      |                |  |  |

| 2 24 aug 1991 | Leeds United | 1–1        | Sheffield Wednesday FC | Elland Road    |  |  |
|               | Hodge -′     | [ Rapport] |                        | Publik: 30 260 |  |  |
|               |              |            |                        |                |  |  |

| 3 28 aug 1991 | Southampton FC | 0–4        | Leeds United                 | The Dell       |  |  |
|               |                | [ Rapport] | Speed -′, -′ Strachan -′, -′ | Publik: 15 862 |  |  |
|               |                |            |                              |                |  |  |

| 4 31 aug 1991 | Manchester United FC | 1–1        | Leeds United | Old Trafford   |  |  |
|               |                      | [ Rapport] | Chapman -′   | Publik: 43 778 |  |  |
|               |                      |            |              |                |  |  |

| 5 3 sep 1991 | Leeds United           | 2–2        | Arsenal FC | Elland Road    |  |  |
|              | Chapman -′ Strachan -′ | [ Rapport] |            | Publik: 29 396 |  |  |
|              |                        |            |            |                |  |  |

| 6 7 sep 1991 | Leeds United                    | 3–0        | Manchester City FC | Elland Road    |  |  |
|              | Batty 13′ Dorigo -′ Strachan -′ | [ Rapport] |                    | Publik: 29 986 |  |  |
|              |                                 |            |                    |                |  |  |

| 7 14 sep 1991 | Chelsea FC | 0–1        | Leeds United | Stamford Bridge |  |  |
|               |            | [ Rapport] | Shutt -′     | Publik: 23 439  |  |  |
|               |            |            |              |                 |  |  |

| 8 18 sep 1991 | Coventry City FC | 0–0        | Leeds United | Highfield Road |  |  |
|               |                  | [ Rapport] |              | Publik: 15 488 |  |  |
|               |                  |            |              |                |  |  |

| 9 21 sep 1991 | Leeds United | 1–0        | Liverpool FC | Elland Road    |  |  |
|               | Hodge -′     | [ Rapport] |              | Publik: 32 917 |  |  |
|               |              |            |              |                |  |  |

| 10 28 sep 1991 | Norwich City FC | 2–2        | Leeds United       | Carrow Road    |  |  |
|                |                 | [ Rapport] | Speed -′ Dorigo -′ | Publik: 15 828 |  |  |
|                |                 |            |                    |                |  |  |

| 11 1 okt 1991 | Crystal Palace FC | 1–0        | Leeds United | Selhurst Park  |  |  |
|               |                   | [ Rapport] |              | Publik: 18 298 |  |  |
|               |                   |            |              |                |  |  |

| 12 5 okt 1991 | Leeds United                 | 4–3        | Sheffield United FC | Elland Road    |  |  |
|               | Hodge -′, -′ Sterland -′, -′ | [ Rapport] |                     | Publik: 28 362 |  |  |
|               |                              |            |                     |                |  |  |

| 13 19 okt 1991 | Notts County FC | 2–4        | Leeds United                               | Meadow Lane    |  |  |
|                |                 | [ Rapport] | Hodge -′ Whyte -′ Chapman -′ McAllister -′ | Publik: 12 964 |  |  |
|                |                 |            |                                            |                |  |  |

| 14 26 okt 1991 | Leeds United     | 1–0        | Oldham Athletic FC | Elland Road    |  |  |
|                | player -′ (sjm.) | [ Rapport] |                    | Publik: 28 199 |  |  |
|                |                  |            |                    |                |  |  |

| 15 2 nov 1991 | Wimbledon FC | 0–0        | Leeds United | Selhurst Park |  |  |
|               |              | [ Rapport] |              | Publik: 7 025 |  |  |
|               |              |            |              |               |  |  |

| 16 16 nov 1991 | Leeds United           | 2–0        | Queens Park Rangers FC | Elland Road    |  |  |
|                | Wallace -′ Sterland -′ | [ Rapport] |                        | Publik: 27 087 |  |  |
|                |                        |            |                        |                |  |  |

| 17 24 nov 1991 | Aston Villa FC | 1–4        | Leeds United                          | Villa Park     |  |  |
|                |                | [ Rapport] | Chapman -′, -′ Sterland -′ Wallace -′ | Publik: 23 713 |  |  |
|                |                |            |                                       |                |  |  |

| 18 30 nov 1991 | Leeds United | 1–0        | Everton FC | Elland Road    |  |  |
|                | Wallace -′   | [ Rapport] |            | Publik: 30 043 |  |  |
|                |              |            |            |                |  |  |

| 19 7 dec 1991 | Luton Town FC | 0–2        | Leeds United        | Kenilworth Road |  |  |
|               |               | [ Rapport] | Speed -′ Wallace -′ | Publik: 11 550  |  |  |
|               |               |            |                     |                 |  |  |

| 20 14 dec 1991 | Leeds United | 1–1        | Tottenham Hotspur FC | Elland Road    |  |  |
|                | Speed -′     | [ Rapport] |                      | Publik: 31 404 |  |  |
|                |              |            |                      |                |  |  |

| 21 22 dec 1991 | Nottingham Forest FC | 0–0        | Leeds United | City Ground    |  |  |
|                |                      | [ Rapport] |              | Publik: 12 964 |  |  |
|                |                      |            |              |                |  |  |

| 22 26 dec 1991 | Leeds United          | 3–3        | Southampton FC | Elland Road    |  |  |
|                | Hodge -′, -′ Speed -′ | [ Rapport] |                | Publik: 29 053 |  |  |
|                |                       |            |                |                |  |  |

| 23 29 dec 1991 | Leeds United | 1–1        | Manchester United FC | Elland Road    |  |  |
|                | Sterland -′  | [ Rapport] |                      | Publik: 32 638 |  |  |
|                |              |            |                      |                |  |  |

| 24 1 jan 1992 | West Ham United FC | 1–3        | Leeds United                 | Upton Park     |  |  |
|               |                    | [ Rapport] | Chapman -′, -′ McAllister -′ | Publik: 21 766 |  |  |
|               |                    |            |                              |                |  |  |

| 25 12 jan 1992 | Sheffield Wednesday FC | 1–6        | Leeds United                                       | Hillsborough Stadium |  |  |
|                |                        | [ Rapport] | Chapman -′, -′, -′ Wallace -′ Whitlow -′ Dorigo -′ | Publik: 32 228       |  |  |
|                |                        |            |                                                    |                      |  |  |

| 26 18 jan 1992 | Leeds United  | 1–1        | Crystal Palace FC | Elland Road    |  |  |
|                | Fairclough -′ | [ Rapport] |                   | Publik: 27 717 |  |  |
|                |               |            |                   |                |  |  |

| 27 1 feb 1992 | Leeds United                    | 3–0        | Notts County FC | Elland Road    |  |  |
|               | Batty -′ Sterland -′ Wallace -′ | [ Rapport] |                 | Publik: 27 224 |  |  |
|               |                                 |            |                 |                |  |  |

| 28 8 feb 1992 | Oldham Athletic FC | 2–0        | Leeds United | Boundary Park  |  |  |
|               |                    | [ Rapport] |              | Publik: 18 409 |  |  |
|               |                    |            |              |                |  |  |

| 29 23 feb 1992 | Everton FC | 1–1        | Leeds United | Goodison Park  |  |  |
|                |            | [ Rapport] | Shutt -′     | Publik: 19 248 |  |  |
|                |            |            |              |                |  |  |

| 30 29 feb 1992 | Leeds United          | 2–0        | Luton Town FC | Elland Road    |  |  |
|                | Cantona -′ Chapman -′ | [ Rapport] |               | Publik: 28 231 |  |  |
|                |                       |            |               |                |  |  |

| 31 3 mar 1992 | Leeds United | 0–0        | Aston Villa FC | Elland Road    |  |  |
|               |              | [ Rapport] |                | Publik: 28 896 |  |  |
|               |              |            |                |                |  |  |

| 32 7 mar 1992 | Tottenham Hotspur FC | 1–3        | Leeds United                        | White Hart Lane |  |  |
|               |                      | [ Rapport] | Newsome -′ McAllister -′ Wallace -′ | Publik: 27 622  |  |  |
|               |                      |            |                                     |                 |  |  |

| 33 11 mar 1992 | Queens Park Rangers FC | 4–1        | Leeds United | Loftus Road    |  |  |
|                |                        | [ Rapport] | Speed -′     | Publik: 14 641 |  |  |
|                |                        |            |              |                |  |  |

| 34 14 mar 1992 | Leeds United                             | 5–1        | Wimbledon FC | Elland Road    |  |  |
|                | Cantona -′ Chapman -′, -′, -′ Wallace -′ | [ Rapport] |              | Publik: 26 760 |  |  |
|                |                                          |            |              |                |  |  |

| 35 22 mar 1992 | Arsenal FC | 1–1        | Leeds United | Highbury       |  |  |
|                |            | [ Rapport] | Chapman -′   | Publik: 27 844 |  |  |
|                |            |            |              |                |  |  |

| 36 28 mar 1992 | Leeds United | 0–0        | West Ham United FC | Elland Road    |  |  |
|                |              | [ Rapport] |                    | Publik: 31 101 |  |  |
|                |              |            |                    |                |  |  |

| 37 4 apr 1992 | Manchester City FC | 4–0        | Leeds United | Maine Road     |  |  |
|               |                    | [ Rapport] |              | Publik: 30 239 |  |  |
|               |                    |            |              |                |  |  |

| 38 11 apr 1992 | Leeds United                     | 3–0        | Chelsea FC | Elland Road    |  |  |
|                | Cantona -′ Chapman -′ Wallace -′ | [ Rapport] |            | Publik: 31 363 |  |  |
|                |                                  |            |            |                |  |  |

| 39 18 apr 1992 | Liverpool FC | 0–0        | Leeds United | Anfield        |  |  |
|                |              | [ Rapport] |              | Publik: 32 228 |  |  |
|                |              |            |              |                |  |  |

| 40 20 apr 1992 | Leeds United                       | 2–0        | Coventry City FC | Elland Road    |  |  |
|                | Fairclough -′ McAllister -′ (str.) | [ Rapport] |                  | Publik: 25 582 |  |  |
|                |                                    |            |                  |                |  |  |

| 41 26 apr 1992 | Sheffield United FC         | 2–3     | Leeds United                              | Sheffield                          |  |  |
| 15:00 BST      | Cork 25′ Chapman 71′ (sjm.) | Rapport | Wallace 44′ Newsome 66 ′ Gayle 77′ (sjm.) | Arena: Bramall Lane Publik: 32 000 |  |  |
|                |                             |         |                                           |                                    |  |  |

| 42 2 maj 1992 | Leeds United | 1–0     | Norwich City FC | Leeds                                                |  |  |
| 15:00 BST     | Wallace 25′  | Rapport |                 | Arena: Elland Road Publik: 32 673 Domare: R. Milford |  |  |
|               |              |         |                 |                                                      |  |  |

### FA-cupen
| 3:e omgången 15 jan 1992 | Leeds United | 0–1 | Manchester United FC | Leeds                             |  |  |
| 15:00 BST                |              |     | Hughes x′            | Arena: Elland Road Publik: 31 819 |  |  |
|                          |              |     |                      |                                   |  |  |

### Ligacupen
| 2:a omgången 24 sep 1991 | Scunthorpe United FC | 0–0 | Leeds United | Scunthorpe                         |  |  |
| 19:45 BST                |                      |     |              | Arena: Glanford Park Publik: 8 392 |  |  |
|                          |                      |     |              |                                    |  |  |

| 2:a omgången, omspel 8 okt 1991 | Leeds United                              | 3–0 | Scunthorpe United FC | Leeds                             |  |  |
| 19:45 BST                       | Sterland x′ (str.) Lee Chapman Gary Speed |     |                      | Arena: Elland Road Publik: 14 558 |  |  |
|                                 |                                           |     |                      |                                   |  |  |

| 3:e omgången 29 okt 1991 | Leeds United  | 3–1 | Tranmere Rovers FC | Leeds                             |  |  |
| 19:45 BST                | Shutt Chapman |     |                    | Arena: Elland Road Publik: 18 266 |  |  |
|                          |               |     |                    |                                   |  |  |

| 4:e omgången 4 dec 1991 | Everton FC            | 1–4 | Leeds United | Liverpool                           |  |  |
| 19:45 BST               | Speed Chapman Wallace |     |              | Arena: Goodison Park Publik: 25 467 |  |  |
|                         |                       |     |              |                                     |  |  |

| 5:e omgången 8 jan 1992 | Leeds United | 1–3 | Manchester United FC | Leeds                             |  |  |
| 19:45 BST               | Speed        |     |                      | Arena: Elland Road Publik: 28 886 |  |  |
|                         |              |     |                      |                                   |  |  |

### Full Members Cup
| 2:a omgången 22 okt 1991 | Leeds United | 1–3 | Nottingham Forest FC | Leeds                            |  |  |
| 19:45 BST                | Wallace      |     |                      | Arena: Elland Road Publik: 6 495 |  |  |
|                          |              |     |                      |                                  |  |  |